# Grand Prix Belgie 1996
Grand Prix Belgie 1996 (LIV Foster's Belgian Grand Prix) třináctý závod 47. ročníku mistrovství světa jezdců Formule 1 a 38. ročníku poháru konstruktérů, historicky již 594. grand prix, se uskutečnila na okruhu Circuit de Spa-Francorchamps.

## Výsledky

### Kvalifikace
| Pořadí | Číslo | Jezdec                | Konstruktér          | Čas      | Odstup |
| ------ | ----- | --------------------- | -------------------- | -------- | ------ |
| 1      | 6     | Jacques Villeneuve    | Williams - Renault   | 1:50.571 |        |
| 2      | 5     | Damon Hill            | Williams - Renault   | 1:50.980 | +0.409 |
| 3      | 1     | Michael Schumacher    | Ferrari              | 1:51.778 | +1.207 |
| 4      | 8     | David Coulthard       | McLaren - Mercedes   | 1:51.884 | +1.313 |
| 5      | 4     | Gerhard Berger        | Benetton - Renault   | 1:51.960 | +1.389 |
| 6      | 7     | Mika Häkkinen         | McLaren - Mercedes   | 1:52.318 | +1.747 |
| 7      | 3     | Jean Alesi            | Benetton - Renault   | 1:52.354 | +1.783 |
| 8      | 12    | Martin Brundle        | Jordan - Peugeot     | 1:52.977 | +2.406 |
| 9      | 2     | Eddie Irvine          | Ferrari              | 1:53.043 | +2.472 |
| 10     | 11    | Rubens Barrichello    | Jordan - Peugeot     | 1:53.152 | +2.581 |
| 11     | 15    | Heinz-Harald Frentzen | Sauber - Ford        | 1:53.199 | +2.628 |
| 12     | 14    | Johnny Herbert        | Sauber - Ford        | 1:53.993 | +3.422 |
| 13     | 19    | Mika Salo             | Tyrrell - Yamaha     | 1:54.095 | +3.524 |
| 14     | 9     | Olivier Panis         | Ligier - Mugen-Honda | 1:54.220 | +3.649 |
| 15     | 10    | Pedro Diniz           | Ligier - Mugen-Honda | 1:54.700 | +4.129 |
| 16     | 17    | Jos Verstappen        | Footwork - Hart      | 1:55.150 | +4.579 |
| 17     | 18    | Ukjó Katajama         | Tyrrell - Yamaha     | 1:55.371 | +4.800 |
| 18     | 16    | Ricardo Rosset        | Footwork - Hart      | 1:56.286 | +5.715 |
| 19     | 20    | Pedro Lamy            | Minardi - Ford       | 1:56.830 | +6.259 |
| NQ     | 21    | Giovanni Lavaggi      | Minardi - Ford       | 1:58.579 | +8.008 |

### Závod
| Pořadí | Číslo | Jezdec                | Konstruktér        | Kola | Čas/odstoupení | Start | Body |
| ------ | ----- | --------------------- | ------------------ | ---- | -------------- | ----- | ---- |
| 1      | 1     | Michael Schumacher    | Ferrari            | 44   | 1:28:15.125    | 3     | 10   |
| 2      | 6     | Jacques Villeneuve    | Williams-Renault   | 44   | + 5.602        | 1     | 6    |
| 3      | 7     | Mika Häkkinen         | McLaren-Mercedes   | 44   | + 15.710       | 6     | 4    |
| 4      | 3     | Jean Alesi            | Benetton-Renault   | 44   | + 19.125       | 7     | 3    |
| 5      | 5     | Damon Hill            | Williams-Renault   | 44   | + 29.179       | 2     | 2    |
| 6      | 4     | Gerhard Berger        | Benetton-Renault   | 44   | + 29.896       | 5     | 1    |
| 7      | 19    | Mika Salo             | Tyrrell-Yamaha     | 44   | + 60.754       | 13    |      |
| 8      | 18    | Ukjó Katajama         | Tyrrell-Yamaha     | 44   | + 100.227      | 17    |      |
| 9      | 16    | Ricardo Rosset        | Footwork-Hart      | 43   | + 1 kolo       | 18    |      |
| 10     | 20    | Pedro Lamy            | Minardi-Ford       | 43   | + 1 kolo       | 19    |      |
| Ret    | 8     | David Coulthard       | McLaren-Mercedes   | 37   | Vyjetí z tratě | 4     |      |
| Ret    | 12    | Martin Brundle        | Jordan-Peugeot     | 34   | Motor          | 8     |      |
| Ret    | 2     | Eddie Irvine          | Ferrari            | 29   | Převodovka     | 9     |      |
| Ret    | 11    | Rubens Barrichello    | Jordan-Peugeot     | 29   | Zavěšení       | 10    |      |
| Ret    | 10    | Pedro Diniz           | Ligier-Mugen-Honda | 22   | Elektronika    | 15    |      |
| Ret    | 17    | Jos Verstappen        | Footwork-Hart      | 11   | Nehoda         | 16    |      |
| Ret    | 15    | Heinz-Harald Frentzen | Sauber-Ford        | 0    | Kolize         | 11    |      |
| Ret    | 14    | Johnny Herbert        | Sauber-Ford        | 0    | Kolize         | 12    |      |
| Ret    | 9     | Olivier Panis         | Ligier-Mugen-Honda | 0    | Kolize         | 14    |      |
| DNQ    | 21    | Giovanni Lavaggi      | Minardi-Ford       |      | DNQ            |       |      |

## Průběžné pořadí šampionátu
Pohár jezdců
| Pořadí | Jezdec             | Body |
| ------ | ------------------ | ---- |
| 1      | Damon Hill         | 81   |
| 2      | Jacques Villeneuve | 68   |
| 3      | Michael Schumacher | 39   |
| 4      | Jean Alesi         | 38   |
| 5      | Mika Häkkinen      | 23   |

Pohár konstruktérů
| Pořadí | Konstruktér      | Body |
| ------ | ---------------- | ---- |
| 1      | Williams-Renault | 149  |
| 2      | Benetton-Renault | 55   |
| 3      | Ferrari          | 48   |
| 4      | McLaren-Mercedes | 41   |
| 5      | Jordan-Peugeot   | 15   |